# MAX (zespół muzyczny)
MAX – japoński zespół, założony w 1995 roku.
Nazwa „MAX” to akronim od „Musical Active eXperience”.

## Dyskografia

### Albumy studyjne
- 1996 MAXIMUM
- 1997 MAXIMUM II
- 1998 MAXIMUM GROOVE
- 2001 EMOTIONAL HISTORY
- 2006 Jewel of Jewels

### Inne albumy
- 1999 MAXIMUM COLLECTION
- 2000 SUPER EUROBEAT presents HYPER EURO MAX
- 2002 PRECIOUS COLLECTION 1995-2002
- 2002 MAXIMUM TRANCE
- 2008 NEW EDITION ~MAXIMUM HITS~
- 2010 BE MAX
- 2010 avex archives COMPLETE BEST MAX
- 2015 MAXIMUM PERFECT BEST
- 2016 MAX ALL SINGLES NON STOP MIX (Digital)